# Дженет Рено
Дженет Вуд Рено (англ. Janet Wood Reno; 21 липня 1938, Маямі, Флорида, США — 7 листопада 2016, там же) — американський державний діяч, адвокат, член Демократичної партії. Генеральний прокурор США у 1993—2001 роках. Перша жінка на цій посаді. Призначена на посаду Генерального прокурора США у 1993 році президентом Біллом Клінтоном. Займала посаду до 2001 року, ставши другим за тривалістю перебування на посаді Генеральним прокурором США після Вільяма Вірта.